# Кадыров, Рамзан Ахматович
Рамза́н Ахма́тович (Ахмад-Хаджиевич) Кады́ров (чечен. КъадиргӀеран Ахьмад-Хьаьжин Рамзан; род. 5 октября 1976, Центарой, Шалинский район, Чечено-Ингушская АССР, РСФСР, СССР) — российский государственный, политический и военный деятель. Действующий глава Чеченской Республики с 5 апреля 2011 года. Ранее занимал должность президента с 5 апреля 2007 по 5 апреля 2011 года, также в 2006—2007 годах занимал должность председателя правительства Чеченской Республики.
В период Первой чеченской войны (1994—1996) Рамзан Кадыров участвовал в боевых действиях против федеральных войск. Во время Второй чеченской войны (1999—2009) вместе со своим отцом Ахматом Кадыровым перешёл на сторону федерального правительства. Когда Ахмат Кадыров стал президентом Чечни (2000—2004), Рамзан занял должность руководителя его службы безопасности. С 2007 года — глава республики.
Член Высшего совета партии «Единая Россия». Герой Российской Федерации (2004). Герой Чеченской Республики (2022; указ подписанный и. о. главы республики Муслимом Хучиевым 26 декабря 2022 года. Имеет специальное звание — генерал-майор милиции (2009) и воинское звание — генерал-полковник.
К достижениям Кадырова относят установление в республике мира и восстановление разрушенного в годы войны Грозного. В то же время его обвиняют в установлении диктаторского режима, массовых нарушениях прав человека и коррупции в Чечне. Известен пытками своих критиков.
В связи с российско-украинской войной Кадыров внесён в санкционные списки Европейского союза, США, Великобритании, Японии и ряда других стран.
Близок к президенту России Владимиру Путину, который направляет в Чечню большие финансовые средства в обмен на лояльность Кадырова. Является одним из главных сторонников Путина, поддерживающих вторжение России на Украину.

## Биография

### Происхождение

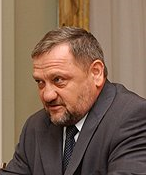
Ахмат Кадыров

Рамзан Кадыров родился 5 октября 1976 в селе Центарой Шалинского района (ныне село Ахмат-Юрт Курчалоевского района) Чечено-Ингушской АССР.
Он был вторым сыном в семье Ахмата Кадырова (1951—2004) и Аймани Кадыровой (род. 1953) и самым младшим ребёнком — у него был старший брат Зелимхан (1974—2004) и есть старшие сёстры Зарган (род. 1971) и Зулай (род. 1972). Кадыровы принадлежат к одному из крупнейших чеченских тейпов Беной. В религиозном отношении Кадыровы являются исповедниками вирда шейха Кунта-Хаджи, относимого к кадирийской ветви суфийского ислама, которой принадлежит всё высшее духовенство Чечни с 1992 года.
В 1992 году окончил среднюю общеобразовательную школу в родном селении.
Вопреки распространённому заблуждению, Рамзан Кадыров, равно как и его родственники, не принимали участия в чеченских войнах.
После Первой чеченской войны с 1996 года был помощником и личным телохранителем своего отца — муфтия Ичкерии Ахмат-Хаджи Кадырова.

### Начало государственной службы в Российской Федерации
Осенью 1999 года Рамзан вместе с отцом в открытую перешёл на сторону федеральных властей. С 2000 года, когда Ахмат Кадыров стал главой временной администрации, он возглавлял службу безопасности отца.
В 2000—2002 годах — инспектор связи и специальной техники штаба отдельной роты милиции при УВД МВД РФ, в функции которой входила охрана зданий государственных органов и обеспечение безопасности высших руководителей Чеченской Республики. С мая 2002 по февраль 2004 года — командир взвода этой роты. В 2003 году, после избрания отца президентом Чечни, Рамзан стал начальником президентской службы безопасности. По официальной статистике, с 2000 по 2003 год на Рамзана Кадырова было совершено пять покушений.
Отвечал за проведение спецопераций. Проводил переговоры с повстанцами об их переходе на сторону федерального правительства. Большая часть сдававшихся повстанцев зачислялась в службу безопасности президента ЧР; в результате к концу 2003 года бывшие повстанцы составляли подавляющую часть «кадыровцев». Изначально большинство из них были родственниками и земляками Кадыровых.
В 2003—2004 годах занимал должность помощника министра внутренних дел Чечни. Был членом Государственного совета Чеченской Республики от Гудермесского района.

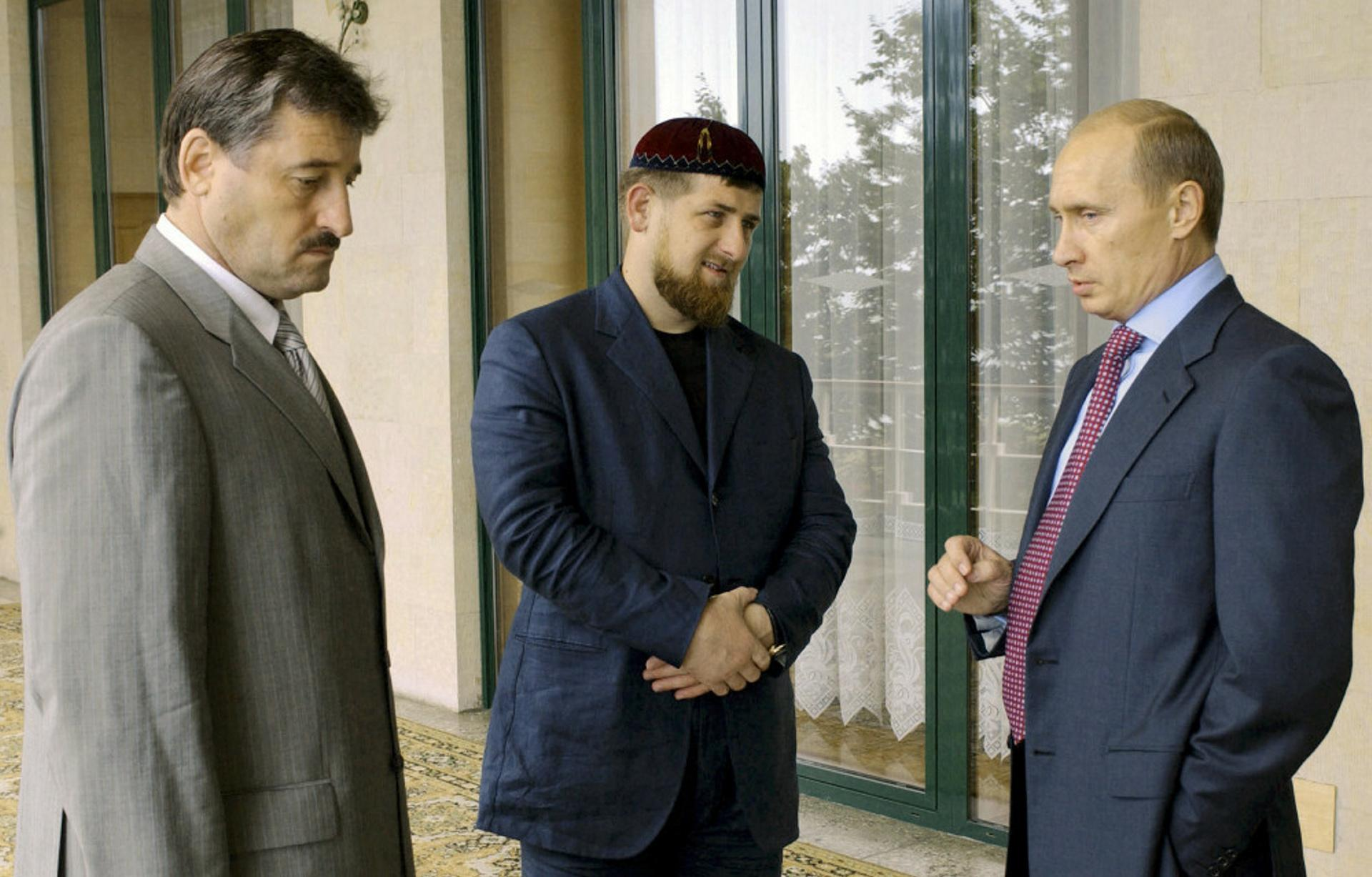
1-й заместитель председателя правительства ЧР Рамзан Кадыров. Слева: президент Чечни Алу Алханов. Сочи, 22 августа 2004 года

10 мая 2004 года, на следующий день после гибели отца, назначен первым заместителем председателя правительства Чеченской Республики. Курировал силовой блок. Государственный совет и правительство Чечни обратились к президенту России Владимиру Путину с просьбой изменить законодательство для того, чтобы Кадыров мог зарегистрироваться кандидатом на должность президента Чечни (по Конституции республики президентом мог стать достигший 30-летнего возраста, Кадырову было 28). Однако Путин изменять законодательство не стал.
После назначения вице-премьером Кадыров заявил о своём намерении добиться установления мира в Чечне. Он пообещал лично ликвидировать террориста Шамиля Басаева.
В сентябре 2004 года Кадыров с сотрудниками своей службы безопасности и милиционерами чеченского полка ППС окружил крупный (по оценкам — около 100 человек) отряд повстанцев Аслана Масхадова во главе с начальником его личной охраны Ахмадом Авдорхановым между сёлами Аллерой Курчалоевского района и Месхеты Ножай-Юртовского (перед тем Авдорханов вошёл в Аллерой и убил там нескольких жителей, сотрудничавших с федеральными властями). В ходе длившегося несколько дней боя, по утверждениям Кадырова, было убито 23 боевика, у Кадырова же — 2 милиционера убито и 18 ранено. Авдорханов ушёл, Кадыров утверждал, что он тяжело ранен.
Со второй половины октября 2004 года — советник полномочного представителя президента РФ в Южном федеральном округе Дмитрия Козака по вопросам взаимодействия с силовыми структурами федерального округа. С ноября 2004 года — руководитель комитета по компенсационным выплатам.

### Премьер-министр Чечни (2005—2007)
18 ноября 2005 года премьер-министр Чечни Сергей Абрамов попал в автокатастрофу и получил тяжёлые травмы, и в тот же день президент Чечни Али Алханов назначил Рамзана Кадырова исполняющим обязанности председателя правительства республики.
С января 2006 года он стал председателем правительственной комиссии по пресечению незаконного оборота наркотиков в Чеченской Республике. С 9 февраля 2006 года — секретарём регионального отделения партии «Единая Россия».
28 февраля 2006 года Абрамов, всё ещё проходивший лечение, подал в отставку с поста премьер-министра. 4 марта 2006 года Али Алханов предложил Народному собранию Чечни кандидатуру Рамзана Кадырова на пост председателя правительства республики, которая была единогласно одобрена. В тот же день Алханов подписал указ о назначении Кадырова. Комментируя кандидатуру, председатель Народного собрания Дукуваха Абдурахманов заявил, что Кадыров «доказал свою способность управлять экономикой, а не только силовыми структурами. <…> за несколько месяцев в республике сдано столько объектов, сколько не сдало за пять лет федеральное предприятие „Дирекция“», которое занималось строительно-восстановительными работами в Чечне, «строятся мечети, спортивные комплексы, больницы». После назначения Кадырова премьер-министром массированное строительство в Грозном и других городах продолжилось. К тридцатилетию Рамзана Кадырова в октябре того же года в Грозном были открыты проспект имени Ахмата Кадырова в центре города и восстановленный аэропорт.
С весны 2006 года между Кадыровым и Алхановым разворачивался конфликт: председатель правительства претендовал на всю полноту власти в республике, а в октябре ему должно было исполниться тридцать лет, что позволяло бы ему занять президентский пост. На стороне Алханова выступили некоторые руководители боевых подразделений, находившихся в подчинении федеральных сил, не желавшие усиления влияния Кадырова: командир батальона «Восток» 291-го мотострелкового полка 42-й гвардейской мотострелковой дивизии ГРУ Сулим Ямадаев, командир отряда «Горец» при оперативно-координационном управлении ФСБ по Северному Кавказу Мовлади Байсаров и командир батальона «Запад» ГРУ Саид-Магомед Какиев.
В апреле между охранниками президента и премьера произошла перестрелка, следствием которой стала встреча Кадырова и Алханова с Владимиром Путиным. В мае министерство по национальной политике, печати и информации Чечни распространило по республике анкету с опросом, три из семи вопросов которого, по мнению наблюдателей, сводились к противопоставлению двух высших лиц. В августе, предположительно по инициативе Кадырова, депутаты верхней палаты чеченского парламента отказались утвердить предложенного Алхановым кандидата на пост председателя верховного суда Чечни А. Эльмурзаева. В феврале 2007 года представители двух политиков делали противоречивые заявления о судьбе приближённого к Алханову секретаря Совета безопасности Германа Вока: по версии представителей Кадырова, Вок был уволен, по словам окружения Алханова и самого Вока — только ушёл в отпуск. Алханов и Кадыров обменивались в прессе громкими заявлениями: так, Кадыров говорил, что команду Алханова «давно пора разогнать».

### Во главе республики
15 февраля 2007 года Алханов подал в отставку, которая была принята президентом страны Владимиром Путиным. Одновременно Путин подписал указ о назначении Рамзана Кадырова временно исполняющим обязанности президента Чечни. 1 марта Путин предложил кандидатуру Кадырова на рассмотрение парламента Чечни, сообщив об этом Кадырову на встрече в Ново-Огарёво. 2 марта его кандидатуру поддержали 56 из 58 депутатов обеих палат чеченского парламента. 5 апреля в Гудермесе прошла церемония инаугурации Рамзана Кадырова в должности президента Чеченской Республики, где присутствовали бывший премьер Чечни Сергей Абрамов, главы нескольких регионов Южного федерального округа, президент Республики Абхазия Сергей Багапш.

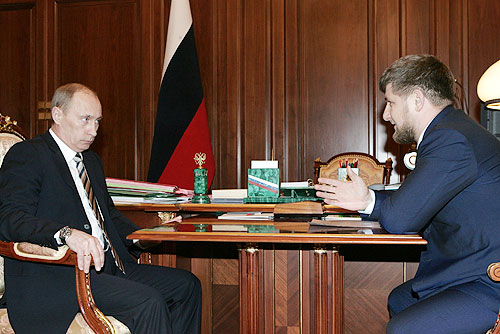
Владимир Путин и Рамзан Кадыров, 14 февраля 2008 года

После вступления Кадырова в должность президента ситуация в республике стабилизировалась по сравнению с предшествующими годами, хотя сообщения о нарушениях прав человека в Чечне продолжали поступать, и теперь в них обвиняли самого Кадырова. По данным антитеррористической комиссии Чечни, которую возглавил Кадыров, в 2007 году количество терактов в республике уменьшилось на 72,5 %. «Мемориал» в 2006 году зафиксировал в Чечне 187 похищений людей, из которых 11 случаев закончились гибелью жертвы и 63 — исчезновением, а в 2007 году — соответственно 35, 1 и 9. В апреле 2008 года комиссар Совета Европы по правам человека Томас Хаммарберг отметил, что в Чечне «в сфере прав человека многое изменилось в позитивную сторону» и в целом восстановление республики «носит реальный, а не декларативный характер». В то же время по данным «Мемориала» и Human Rights Watch Кадыров, например, ввёл практику коллективного наказания, когда в отместку за уход «в лес» повстанцев у их родственников сжигались дома. Продолжая политику своего отца, Кадыров заставил перейти на сторону российских властей многих бывших повстанцев (как рядовых, так и известных публичных фигур). При этом, по утверждению Александра Черкасова из «Мемориала», в действительности «никакой амнистии участникам чеченских войн» не предоставлено и «любого бывшего боевика при желании могут посадить». В первые месяцы своего правления Кадыров добился от федерального руководства замены начальника ОРБ-2 (оперативно-разыскного бюро № 2 Главного управления МВД России по борьбе с оргпреступностью в Южном федеральном округе). До того и Кадыров, и правозащитники обвиняли ОРБ-2 в массовых пытках и фабрикации уголовных дел.

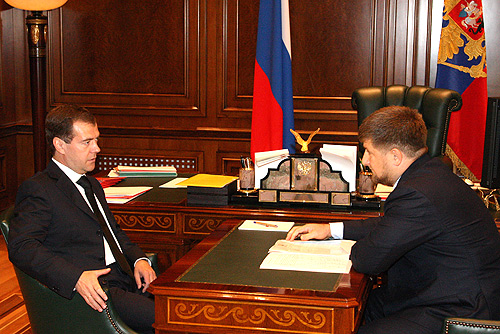
Дмитрий Медведев и Рамзан Кадыров, 25 июля 2008 года

Период правления Кадырова ознаменовался крупномасштабным строительством и восстановлением инфраструктуры Чечни, которые стали возможными преимущественно благодаря дотациям из федерального бюджета. Так, в 2008 году руководитель администрации президента России Сергей Нарышкин объявил о выделении 120 млрд рублей на финансирование целевой программы местных властей. По данным Минфина, которые в 2011 году приводила газета The New York Times, более чем 90 % республиканского бюджета формировалось из Москвы. В 2015 году доходная часть бюджета Чечни составляет 57 млрд рублей, при этом более 20 млрд рублей должны поступить в виде дотаций федеральной власти. Ещё одним источником средств стал основанный Рамзаном Кадыровым в 2004 году региональный общественный фонд имени Героя России Ахмата Кадырова, через который финансируются различные благотворительные проекты и строительные программы. По словам самого политика, фонду жертвуют в первую очередь «бывшие друзья Ахмата Кадырова» и живущие за пределами республики чеченские предприниматели. Также в фонд делают отчисления с зарплаты государственные служащие и работники бюджетной сферы Чечни (по многочисленным свидетельствам — принудительно). Фонд имени Ахмата Кадырова является совладельцем множества объектов недвижимости в республике.
Ещё одной чертой правления Кадырова стала исламизация республики. Кадыров часто выступал в поддержку законов шариата или его отдельных правил. В президентство Кадырова в Грозном были открыты мечеть «Сердце Чечни», Российский исламский университет, школы хафизов, клиника исламской медицины. Сам он регулярно демонстрирует в СМИ глубокую религиозность. Кадыров поддерживает традиционный для Чечни ислам суфийского толка, а его активное распространение стало одним из способов борьбы Кадырова с исламским радикализмом (салафизмом).
В октябре 2007 года Кадыров возглавил региональный список «Единой России» в Чеченской Республике на выборах в Государственную думу РФ пятого созыва. Впоследствии он отказался от депутатского мандата. Явка на выборы превысила 99 %, и более 99 % голосов получила «Единая Россия». Одновременно в республике прошёл референдум, результатом которого стали изменение структуры республиканского парламента (вместо двух палат осталась одна) и замена прямых выборов президента Чечни на утверждение его кандидатуры парламентом. На думских выборах 2011 года Кадыров снова возглавил список «Единой России», который получил более 99 % голосов. Выборы в Чечне при Кадырове отличает крайне высокая явка и безоговорочные победы кандидатов «партии власти»; их результаты называют полностью сфальсифицированными. При этом независимые наблюдатели не ведут деятельности в Чечне, ссылаясь на опасения за безопасность. В 2012 году на президентских выборах Владимир Путин получил 99,73 % голосов при явке 99,59 %.

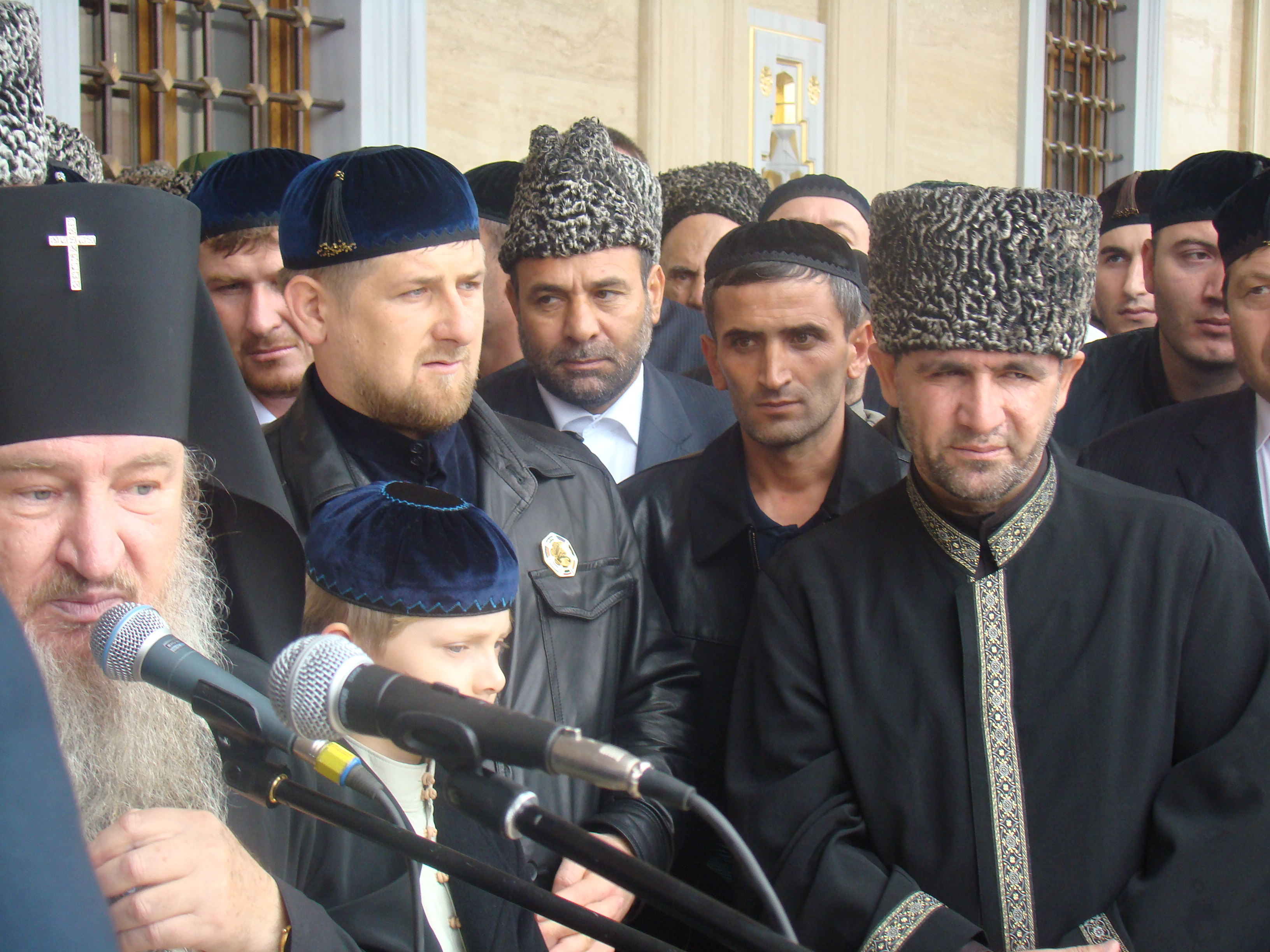
Рамзан Кадыров. Грозный, 29 июля 2008 года

В апреле 2008 года на автотрассе «Кавказ» произошёл конфликт между охранниками кортежа Кадырова и бойцами батальона «Восток», который гасил лично президент республики. 15 апреля подконтрольные Кадырову спецслужбы блокировали базу «Востока» в Гудермесе, два бойца батальона были застрелены при задержании, а в родовом доме братьев Ямадаевых прошёл обыск. Рамзан Кадыров публично обвинил Сулима Ямадаева в убийствах и похищениях, в том числе в гибели мирных жителей при зачистке в станице Бороздиновская в 2005 году. В мае командование отстранило Ямадаева от должности. В ноябре Министерство обороны РФ расформировало батальоны «Восток» и «Запад», ликвидировав таким образом последние нелояльные Кадырову подразделения, укомплектованные чеченцами.
С 27 мая по 1 декабря 2008 и с 9 апреля по 25 октября 2014 — член президиума Государственного совета Российской Федерации.
23 октября 2009 года было предотвращено покушение на Кадырова с участием боевика-смертника. Боевик был убит при попытке приблизиться к месту проведения мероприятия по открытию мемориального комплекса, где находились Кадыров и депутат Государственной думы РФ Адам Делимханов. Позже была установлена личность боевика, им оказался уроженец города Урус-Мартан Беслан Баштаев.
10 ноября 2009 года президент Российской Федерации Д. А. Медведев Указом № 1259 присвоил Кадырову звание генерал-майора милиции.
12 августа 2010 года Кадыров направил в парламент Чеченской Республики официальное письмо с просьбой внести изменение в название высшего должностного лица Чеченской Республики. Свою позицию Кадыров объяснил тем, что «в едином государстве должен быть только один президент, а в субъектах первые лица могут именоваться главами республик, главами администраций, губернаторами и так далее». В течение последующих нескольких лет инициативу Рамзана Кадырова поддержали главы остальных республик — субъектов РФ, также сменивших название должности с «президент» на «глава».
В октябре 2010 года в интервью американскому журналу Newsweek Кадыров заявил: «Хочу, чтобы Путин был президентом пожизненно. Я люблю его, как мужчина может любить мужчину. Те, кто критикует его, не люди, они мои личные враги. Пока Путин меня поддерживает, я всё могу — Аллах акбар!».
28 февраля 2011 года президент Дмитрий Медведев внёс в парламент Чечни кандидатуру Кадырова для утверждения на второй срок. 5 марта Кадыров был единогласно утверждён в должности. 5 апреля 2011 года он официально вступил в должность главы Чеченской республики на второй срок.
В августе—сентябре 2012 года между Кадыровым и президентом Ингушетии Юнус-Беком Евкуровым произошёл спор об административной границе между республиками. Кадыров заявил о необходимости пересмотра границ Сунженского района Чечни. В результате спор гасил полпред президента РФ в СКФО Александр Хлопонин.

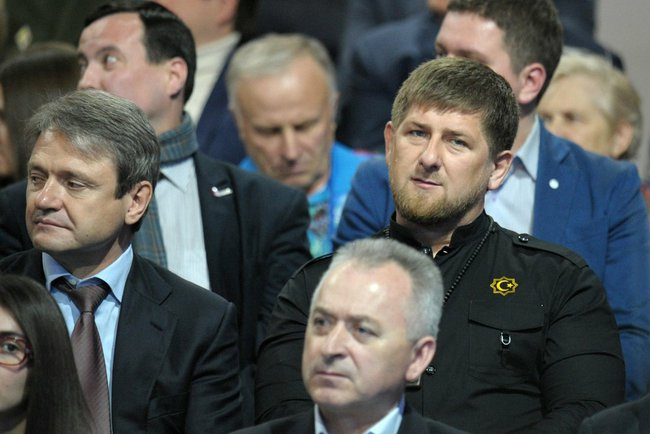
Рамзан Кадыров на Прямой линии с Владимиром Путиным, 17 апреля 2014 года

В 2014 году Кадыров часто выступал с громкими заявлениями о аннексии Крыма Россией и вооружённом конфликте на востоке Украины. По словам Кадырова, он через чеченскую диаспору на Украине вёл переговоры об освобождении задержанных украинскими силовиками журналистов LifeNews Марата Сайченко и Олега Сидякина, которые завершились возвращением журналистов в Россию. Есть свидетельства, что участие хорошо экипированных отрядов чеченцев на стороне сепаратистов — это личная инициатива Кадырова. В то же время, хотя глава Чеченской Республики многократно признавал, что на востоке Украины воюет много чеченцев, но всегда указывал, что это — добровольцы, а не регулярные части. 26 июля 2014 года за поддержку действий сепаратистов Кадыров вошёл в список лиц, против которых Европейский союз применил санкции в виде запрета въезда и заморозки активов. 6 декабря 2014 года Служба безопасности Украины открыла в отношении Кадырова уголовное производство «по факту террористических угроз в адрес народных депутатов Украины» Юрия Березы, Андрея Левуса и Игоря Мосийчука после того, как Кадыров дал указание доставить их в Чечню (ранее Следственный комитет РФ возбудил против трёх депутатов уголовное дело после их одобрительных высказываний о нападении боевиков на Грозный 4 декабря 2014 года). В сентябре 2015 года включён в санкционный список Украины.
В январе 2015 года после нападения террористов на редакцию газеты Charlie Hebdo в Париже Кадыров отреагировал на призыв Михаила Ходорковского ни оставить ни одного «издания без карикатуры на пророка» сообщением в своём аккаунте в Instagram, в котором назвал Ходорковского «врагом всех мусульман мира» и добавил, что и в Швейцарии найдутся люди, которые «призовут беглого уголовника к ответу». После заявления Ходорковского радиостанция «Эхо Москвы» вывесила на сайте опрос о том, нужно ли публиковать карикатуры на Мухаммеда в ответ на теракт в Париже, в котором две трети проголосовавших ответили, что нужно. Кадыров выступил с заявлением о том, что главный редактор радиостанции Алексей Венедиктов «превратил „Эхо Москвы“ в главный антиисламский рупор», а власти должны призвать станцию к порядку, иначе «найдутся те, кто призовёт Венедиктова к ответу». Венедиктов и ряд комментаторов расценили эти заявления как недвусмысленные, хотя и осторожно сформулированные угрозы. 19 января в Грозном по инициативе Кадырова прошёл митинг «Любовь к Пророку Мухаммеду и протест против карикатур». В нём приняли участие, по разным оценкам, несколько сотен тысяч человек, а в республике был неофициально объявлен выходной день. На митинге выступил и сам Кадыров.
22 января 2016 года в Грозном прошёл митинг в поддержку Кадырова и против «несистемной оппозиции» под лозунгом «В единстве наша сила». Организатором митинга выступил Союз профсоюзов Чеченской Республики. По оценке МВД республики, в митинге принял участие 1 млн человек. Идея о проведении митинга родилась после высказываний Кадырова об оппозиционерах, к которым он призвал относиться как к «врагам народа». До проведения в Интернете было разослано 60 лозунгов, для обязательного использования на митинге. Лозунги, в основном показывали поддержку главе Чечни, а также представляли собой рифмованные двустишия против различных представителей оппозиции.
31 января 2016 года Рамзан Кадыров разместил на своей странице в сети Instagram видеозапись, на которой оппозиционные деятели Михаил Касьянов и Владимир Кара-Мурза изображены в перекрестии прицела с подписью «Кто не понял, тот поймёт». Оригинал видеозаписи, фрагмент которой использован в сообщении главы Чечни, был опубликован 26 января на сайте LifeNews с заголовком «Касьянов приехал в Страсбург за деньгами для российской оппозиции» и был посвящён поездке председателя ПАРНАС в Страсбург. Сопредседатель партии Михаил Касьянов назвал пост Кадырова в Instagram «прямой угрозой убийством», Кара-Мурза охарактеризовал его как «подстрекательство к убийству». В ответ Кадыров предложил оппозиционерам подать на него в суд, при этом назвав поведение своих оппонентов «истеричным». 13 марта Касьянов сообщил, что ФСБ отказалась удовлетворить его заявление с требованием возбудить уголовное дело по данному инциденту, добавив, что «такой ответ ФСБ означает, что руководитель спецслужб и всех остальных силовых структур президент РФ В. Путин с одобрением относится к этим способам политической борьбы со мной и Демократической коалицией ПАРНАС»[значимость факта?].
25 марта 2016 года в связи с истечением срока полномочий президент Владимир Путин назначил Кадырова временно исполняющим обязанности главы Чеченской Республики. На очередных выборах 18 сентября 2016 года Кадыров победил, по официальным данным, с 97,56 % голосов при явке 94,8 %.
20 апреля 2020 года Кадыров, облачённый в противочумный костюм, посещал грозненскую клиническую больницу № 4, в которой лечат пациентов с коронавирусом. Также журналисты отмечали, что Кадыров в разгар пандемии участвует в коллективных намазах. 3 мая он провёл ифтар (вечерний приём пищи в рамадан) с министром здравоохранения Чечни и главврачами больниц.
21 мая 2020 года Кадыров с подозрением на COVID-19 был доставлен из Грозного в Москву на своём бизнес-джете Airbus A319 и госпитализирован в клинику. Врачи оценивали его состояние как стабильное. Симптомы ОРВИ у Кадырова начали проявляться ещё несколько дней назад, но потом его состояние ухудшилось.
На выборах главы региона 2021 года установил мировой рекорд, набрав 99,7 процента голосов.
11 марта 2022 года Кадыров в статье «Крах однополярного мира» высказал своё мнение о причинах вторжения России на Украину в контексте отношений России и США с Западом.
3 сентября 2022 года опубликовал в телеграм-канале видео, в котором говорит, что думает об уходе с поста. Политик подчеркнул, что возглавляет Чечню уже 15 лет — это самый длинный срок среди всех руководителей российских регионов. При этом он отметил, что пришёл на пост молодым и неопытным, а теперь он просто неопытный .

## Борьба с салафизмом и терроризмом
В 1980-е годы среди советских мусульман стало распространяться течение «салафизм», которому дали экзоэтноним «ваххабизм». Школа получила название от имени основателя — Мухаммада ибн Абд аль-Ваххаба. Сами представители данного движения не называют себя «ваххабитами», указывая, что являются салафитами, то есть приверженцами салафии . Последователей салафизма иногда называют также ваххабитами, но сами салафиты обычно считают такое название некорректным и дерогативным. Разделение же между «салафитами» и «ваххабитами» является искусственным и термины «салафизм» и «ваххабизм» взаимозаменяемы. Сторонники «чистого ислама», как они себя называли, заметно выделялись из основной массы верующих активным неприятием «безбожного» общества, оппозицией к «официальному» мусульманскому духовенству и критическим отношением к «народному исламу». За ними прочно закрепилось наименование «ваххабитов», хотя они таковыми себя не считали и в отличие от «истинных» ваххабитов они не принадлежали к ханбалитскому мазхабу. В 1990-е годы Северный Кавказ стал тем регионом России, где конфронтация между сторонниками «чистого» и «традиционного» ислама стала наиболее острой . 
Осенью 1991 года чеченские националисты во главе с генералом Дудаевым пришли к власти на большей части Чечено-Ингушетии и провозгласили независимую Чеченскую республику, с 1993 года названную «Чеченская Республика Ичкерия». Салафитские джихадисты поддерживали чеченских сепаратистов и считали «национальную революцию» первым шагом на пути к построению в Чечне исламского государства. В мае 1998 года ответ на попытки властей Дагестана покончить с присутствием «ваххабитов» в селах Карамахи, Чабанмахи и Кадар, лидеры местных «джамаатов» объявили эти села «исламской территорией, управляемой нормами шариата» (смотри статью Кадарская зона).
В первых числах августа 1999 года салафитские террористы под командованием Хаттаба и Басаева вошли со стороны Чечни на территорию двух горных дагестанских районов и провозгласили создание в Дагестане «исламского государства». Федеральные войска выбили боевиков с территории Дагестана, в ходе этой военной операции был установлен контроль официальных властей и над тремя «салафитскими» селами. С конца сентября началась полномасштабная «вторая чеченская война».
Установление контроля федеральных сил над Чечнёй в ходе второй чеченской войны привело к «выдавливанию» салафитских джихадистов в другие республики Северного Кавказа — Дагестан, Ингушетию, Кабардино-Балкарию и Карачаево-Черкесию (см. статью Последствия Второй чеченской войны). В этих республиках в 1990-х — начале 2000-х годов власти совершали немало ошибочных карательных действий в отношении широкого круга верующих мусульман, что привело к расширению среди них протестных настроений. Сепаратисты умело воспользовались этим для вербовки сторонников. Они создали сеть подпольных сепаратистских общин .
В межвоенной Чечне центром «ваххабизма (салафизма)» считался Урус-Мартан, в котором находился община  братьев Ахмадовых. В 1998 в Гудермесе произошло вооружённое столкновение между салафитскими боевиками Арби Бараева и членами «Национальной гвардии» Сулима Ямадаева. 25 июля 1998 года по инициативе муфтия Ахмада Кадырова в Грозном прошёл съезд членов ДУМов из разных регионов Кавказа, на котором прозвучало осуждение ваххабизма (салафизма), указом президента республики ваххабизм был объявлен вне закона, несколько ваххабитских миссионеров-иорданцев выдворено из Чечни.
Основным очагом «салафитского джихадизма» в России остаётся Северный Кавказ, но среди террористов встречаются также выходцы из Татарстана и Башкортостана, а также живущие в России мигранты из государств Средней Азии.

### Конференция в Грозном с призывом запретить салафизм
Конференция в чеченской столице, городе Грозном, была созвана по инициативе Рамзана Кадырова для обсуждения с мировыми духовными лидерами разных стран для борьбы с салафитским джихадизмом и установления критериев определения истинных последователей сунны (ахли сунна валь джамаа). Собрание ученых издало фетву, в которой заявлялось, что только те, кто придерживается калама (матуридиты и ашариты), принадлежит к четырём мазхабам и следует пути морального самосовершенствования, пропагандируемому выдающимися учителями, прежде всего суфийскими наставниками, являются истинными верующими.
Фетва охарактеризовала «секту салафитов» как «опасную и ошибочную современную секту», наряду с салафитско-джихадистскими организациями, такими как 
«Аль-Каида» и «Хизб ут-Тахрир».
Конференция также издала 2 дополнительных документа. В первом из них она призвала президента Владимира Путина запретить течение «салафизм» на территории Российской Федерации.

## Характеристика правления
Ключевое влияние на карьеру Рамзана Кадырова оказала поддержка со стороны Владимира Путина. В зарубежной прессе его периодически характеризовали как «цепного» или «ручного» «пса Путина» — в публичных высказываниях Кадыров многократно выражал личную преданность Путину, восхищался его деятельностью и называл «спасителем чеченского народа». Путин на публике оказывает Кадырову поддержку и воздерживается от прямой критики в его адрес.
Рамзан Кадыров продолжил политику, которую по согласованию с Путиным вёл его отец и центральным пунктом которой была передача власти в республике чеченским лидерам, лояльным к России. Александр Гольц называл её «чеченизацией» и сравнивал с политикой Барятинского в ходе Кавказской войны. Политолог Сергей Марков говорил о «большом политическом договоре», по условиям которого «команда Кадырова, её лидер обладают всей полнотой власти в Чечне для реализации важнейших политических задач». Ряд критиков говорил о Чечне как о территории, где «не действуют российские законы». Политолог Эмиль Паин характеризовал Чеченскую республику при Кадырове как независимое теократическое государство, декларирующее лояльность России, но в реальности готовое и на открытую конфронтацию. 23 февраля 2016 года заместитель председателя Партии народной свободы Илья Яшин презентовал доклад о Кадырове под названием «Угроза национальной безопасности», в котором охарактеризовал существующий в Чечне режим как «квазиисламское государство». По мнению Яшина, интересы Кадырова на федеральном уровне лоббируют Владислав Сурков и Виктор Золотов.
Ряд политологов и журналистов утверждают о существовании в Чечне культа личности Кадырова. Среди них, например, Сергей Маркедонов, Павел Шеремет и Кристофер Чиверс. Утверждение о культе личности Кадырова содержалось в докладе Дика Марти о нарушениях прав человека на Северном Кавказе на сессии ПАСЕ, но после обсуждений с российской стороной в итоговой резолюции 1738 от 22 июня 2010 года оно было заменено на «излишнюю персонализацию власти». Президент Чечни лично может заниматься разрешением мельчайших проблем, на которые ему жалуются жители республики. По словам Сергея Маркова, Кадыров — признанный лидер Чечни, пользующийся у населения непререкаемым авторитетом. Журналист Григорий Шведов описывал правление Кадырова как основанное на трёх китах — пропаганда, страх и действительная популярность.
В то же время в середине 2000-х, по некоторым сообщениям, Кадыров вызывал неприязнь, презрение и страх у жителей Чечни. К середине 2010-х правозащитница Светлана Ганнушкина отмечала, что чеченцы на почве стокгольмского синдрома стали выражать поддержку Кадырову. О патологическом страхе, царящем в кадыровской Чечне, говорят также представители Комитета против пыток, Amnesty International, Human Rights Watch, а также журналисты Петра Прохазкова и Елена Милашина. По мнению последней, терроризирование населения Чечни было санкционировано федеральным центром для окончательного искоренения духа сепаратизма в регионе и Кадыров, успешно справившийся с этой задачей, — «больше русский солдат», чем чеченец.
Рамзан Кадыров неоднократно называл своим преемником на посту президента республики, «правой рукой» и «самым близким другом» Адама Делимханова, заместителя председателя правительства Чечни в 2006—2007 годах и депутата Государственной думы с 2007 года. Другим ближайшим соратником Кадырова называют председателя парламента Чеченской Республики, ранее — главу администрации Кадырова Магомеда Даудова, которого считают «вторым по влиятельности человеком в Чечне».
Подразделения МВД Чеченской Республики часто рассматривают как «личную армию» Кадырова, только формально подчинённую федеральному Министерству внутренних дел (эта ситуация уникальна для России, так как по законодательству силовые структуры подчинены федеральным органам власти, а не главам субъектов федерации). В декабре 2014 года около 20 000 сотрудников чеченской полиции написали рапорты о том, что «готовы выполнить любой приказ Верховного Главнокомандующего — Президента Российской Федерации В. В. Путина, Министра внутренних дел России В. А. Колокольцева и Главы Чеченской Республики Героя России Р. А. Кадырова по защите интересов Российской Федерации в любой точке мира». Между сотрудниками чеченских и федеральных спецслужб возникали конфликты, так как чеченцы из окружения Кадырова — фигуранты некоторых громких дел об убийствах, могли открыто жить в республике, не опасаясь задержания. В апреле 2015 года на совещании чеченских силовиков Кадыров, комментируя спецоперацию Ставропольского УМВД в Грозном, заявил, что, когда такие операции проходят без ведома чеченских властей, местным силовикам следует открывать огонь на поражение. Слова Кадырова вызвали возмущение руководства МВД и Следственного комитета.
Джонатан Литтелл, в целом оценивая исламизацию республики при Кадырове негативно, отдал должное тому, что Кадыров смог пресечь вражду суфийских групп (тарикатов и вирдов): Кадыров издал указ, согласно которому мечеть не управлялась каким-то одним из вирдов, а каждый день предоставлялась имамам разных крупных вирдов. Религиозный фактор как важную составляющую политики Кадырова отмечал политолог Алексей Малашенко: «Кадыров использует религию как политический рычаг для повышения собственного авторитета». Лиз Фуллер (Радио «Свобода») характеризует религиозную модель, устанавливаемую в Чечне, как гибрид, образованный путём выборочного заимствования элементов суфизма и традиционного суннитского ислама, в итоге противоречащую существу суфизма. Одним из последствий кадыровской исламизации называют приниженное положение женщин в Чечне, которые обязаны следовать самым жёстким нормам шариата, в противном случае рискуя подвергнуться обструкции или насилию. Сам Кадыров одобрительно высказывался об убийствах чести. Правозащитники рассматривают часть из нововведений, установленных распоряжениями Кадырова, как «заново изобретённые традиции», в реальности не существовавшие и в шариате, но освящённые ссылками на него, чтобы оправдать, например, угнетение женщин.
Согласно опросу, проведённому в начале 2015 года «Левада-Центром», около 55 % россиян испытывали доверие к Кадырову. Таким образом количество россиян, выражающих к нему доверие, выросло на 22 % по сравнению с 2006 годом. Около 33 % опрошенных отметили, что деятельность Кадырова способствовала полному умиротворению и налаживанию мирной жизни на Северном Кавказе.

## Критика
Правозащитники обвиняют Кадырова в систематических нарушениях прав человека, в первую очередь в бессудных убийствах (см. ниже), пытках и похищениях. Исполнителями этих преступлений называют «кадыровцев», изначально составлявших личную охрану Ахмата Кадырова и постепенно получивших официальный статус, войдя в состав правоохранительных сил республики. Некоторые критики заявляли, что Кадыров лично принимал участие в пытках и убийствах. Кадыров отвергает эти обвинения и упрекает правозащитников в необъективности и работе в интересах иностранных спонсоров.
По данным «Мемориала», в 2006—2007 годах несколько десятков сотрудников подконтрольных Кадырову силовых подразделений были осуждены за фабрикацию дел о терроризме, когда под предлогом ликвидации боевиков проводились расправы над невинными людьми. В своём последнем публичном выступлении 5 октября 2006 года об аналогичной практике рассказывала Анна Политковская, по её словам, в 2004 году в Аллерое Кадыров демонстрировал журналистам тела не боевиков Авдорханова, а мирных жителей.
Кадырова обвиняют во введении практики коллективной ответственности: за действия боевиков могли быть наказаны их родственники, у которых сжигают дома. Широкую известность получило заявление Кадырова после нападения боевиков на Грозный в декабре 2014 года: «Я официально заявляю, что пришёл конец времени, когда говорили, что родители не отвечают за поступки сыновей или дочерей. В Чечне будут отвечать!… Если боевик в Чечне совершит убийство сотрудника полиции или иного человека, семья боевика будет немедленно выдворена за пределы Чечни без права возвращения, а дом снесён вместе с фундаментом». В ночь на седьмое декабря неизвестные в масках сожгли дома родственников нескольких участников нападения. В мае 2016 года правозащитники оценивали количество домов родственников боевиков, сожжённых неизвестными, в несколько десятков.
В 2003 году в Чечне был задержан неизвестными в камуфляже и доставлен в Центорой Ибрагим Гарсиев, охранник кандидата в президенты Чечни бизнесмена Малика Сайдуллаева. По утверждению Гарсиева, к этому были причастен его конкурент Р. А. Кадыров и его люди, которые несколько раз совершали покушения на Сайдулаева. Верховный суд Чеченской Республики отменил его регистрацию как кандидата в президенты.
В 2014 году программа «Эксклюзивное расследование», выходящая на французском телеканале M6, критически оценивала качество восстановительных работ в Чечне: «Диктатор отстроил республику всего за десять лет. Москва дала миллиарды. Но были ли они правильно использованы? Чтобы создать впечатление, что деньги расходуются по назначению, Кадыров то и дело позирует то на одной, то на другой стройплощадке. Вот он посещает новый деловой и спальный квартал в нескольких километрах от Грозного <…>. В глазах Москвы работа выполнена, но этот квартал, открытый всего два года назад, уже напоминает призрак. Если приглядеться, возникает ощущение, что вы попали на съёмочную площадку с декором из папье-маше: проваливающиеся тротуары, пластиковые фасады, запертые двери, пустынные улицы… Пустышки, пыль в глаза и, вероятно, миллионы присвоенных диктатором денег. И так — во всех крупных городах республики».
В апреле 2017 года СМИ сообщили, что Кадыров пользуется самым просторным бизнес-джетом в мире — самолётом Airbus ACJ319 с регистрацией VQ-BVQ. Его цена может достигать 80 млн долларов, в самолёте есть гостиная, спальня, офис, ванная, переговорная на 12 человек со средствами спецсвязи, интерьер отделан кожей, мрамором и драгоценными металлами.
В апреле 2020 года Рамзан Кадыров во время ежедневного прямого эфира в инстаграме раскритиковал «Новую газету» за статью Елены Милашиной о ситуации с распространением COVID-19 в республике, призвал не верить в публикации издания и потребовал от ФСБ и властей России остановить журналистов. Через несколько часов Кадыров написал, что «в горячке» и «на эмоциях» перепутал «Новую газету» с радиостанцией «Эхо Москвы», но заявил, что не видит разницы между изданиями.
В 2022 году Минфин США отмечал что «Кадыров накопил огромное состояние благодаря своим близким отношениям с Владимиром Путиным. Он имеет дом в Объединённых Арабских Эмиратах, частный зоопарк, дорогие личные автомобили и фонд пожертвований».
Немало критических высказываний в сети вызвало предложение Кадырова оказывать медицинскую помощь не привившимся от коронавирусной инфекции гражданам по остаточному принципу, в самую последнюю очередь.

### Тайные тюрьмы
Правозащитники неоднократно обвиняли Кадырова в создании частных тюрем. В мае 2006 года Международная хельсинкская федерация по правам человека подготовила доклад о секретных тюрьмах, который был направлен Дику Марти, докладчику Комиссии по юридическим вопросам и правам человека ПАСЕ. В ноябре 2006 года Human Rights Watch опубликовала меморандум для 37-й сессии Комитета против пыток ООН, посвящённый применению пыток в Чечне, в том числе в секретных тюрьмах. Согласно этим документам, в Чечне было не менее десятка секретных тюрем, которые управлялись «кадыровцами», в том числе две тюрьмы в родовом селении Кадырова в Центорое. Тюрьмы использовались для пыток задержанных с целью получения информации или запугивания и для удержания заложников из числа членов семей боевиков. Так, утверждалось, что с декабря 2004 по май 2005 года в Центорое удерживались семь родственников Аслана Масхадова. 1 мая 2006 года делегация Европейского комитета по предупреждению пыток попыталась осмотреть Центорой, однако была задержана на въезде в село. На следующий день она была допущена в село, а руководство республики объяснило случившееся недоразумением. Однако, по мнению правозащитников, это дало Кадырову время для заметания следов.
Согласно докладу правозащитного центра «Мемориал», женщины в Чеченской Республике поставлены в бесправное положение, их права грубо нарушаются, противодействие насилию жестоко подавляется и наказывается, и нет никаких государственных структур, которые могли бы защитить женщин от произвола власти и домашнего насилия. В докладе приводится «пример страшной участи двух чеченских женщин, ставший уже достоянием гласности». Речь идёт о похищении Зулихан Чатаевой, учительницы начальных классов школы № 60 г. Грозного. По заявлению в милицию её отца, 21.12.2010 она была похищена неизвестными. В течение первых трёх дней после похищения Зулихан Чатаевой с её телефона пришло несколько SMS-сообщений, в одном из которых она писала, что её будут держать до тех пор, пока с ней не выйдет на связь её подруга певица Хеда Хамзатова. Однако на протяжении 14 дней, по словам Муссы Чатаева, каких-либо конкретных действий по розыску Зулихан не было предпринято. Причиной такого бездействия был интерес, который проявил к Хеде Хамзатовой глава ЧР Рамзан Кадыров. Хеда, девушка дивной красоты, была одной из победительниц конкурса песни. Узнав, что его пассия бежала со своим другом — этническим армянином, Кадыров потребовал её возвращения. Чтобы определить местонахождение Хеды, и забрали Зулихан. Хеду обнаружили в Турции, Кадыров послал за ней самолёт с её родственниками, которые заставили Хеду вернуться — иначе опасность грозила им всем. Выступая на правительственном заседании, Кадыров сделал следующее заявление:

Если те, кого называют певцами, те, кто поёт, если они не будут вести себя подобающе — это позор. В первую очередь нам всем! О том же самом кричала Хеда Хамзатова, которая сама нас и опозорила. Я ей устраивал сольные концерты. Самый хороший концерт обходится в 10 миллионов! А теперь что она учудила, эта Хеда Хамзатова? … Ей армян [непечатное слово] пообещал, что она попадёт на Евровидение, если она выйдет за него замуж. Она уехала с ним в [непечатное слово] Армению и вышла за него замуж! Мы поехали за ней в Армению, сказав, что позор для чеченки, плюс заслуженной артистки Республики выходить за такой сброд!

Согласно опубликованному 26.05.2017 докладу Human Rights Watch, за более чем десятилетнее пребывание во главе Чечни Рамзан Кадыров постепенно выстроил в республике режим личной тирании, безжалостно искореняя малейшие проявления несогласия. При этом федеральный центр предоставлял Кадырову практически полную свободу в том, что касается нарушений прав человека и репрессий.

### Обвинения в похищениях и заказных убийствах
Правозащитники и политические оппоненты неоднократно обвиняли Кадырова в причастности к заказным убийствам. Ряд критиковавших Кадырова журналистов, правозащитников и политиков был убит как в России, так и за её пределами. Бывший боевик, а позже охранник Кадырова Умар Исраилов, бежавший в Австрию, утверждал, что у Кадырова есть список из трёхсот личных врагов, подлежащих уничтожению. Кадыров в мае 2009 года в интервью австрийскому изданию Die Presse назвал утверждения о «расстрельном списке» «идиотизмом».
- 7 октября 2006 года в подъезде своего дома в Москве была застрелена журналист «Новой газеты» Анна Политковская, автор многочисленных критических публикаций о Рамзане Кадырове и его окружении, обвинявшая Кадырова в преступлениях и нарушениях прав человека в Чечне. Среди основных версий преступления назывались убийство по приказу Кадырова и провокация против Кадырова[203][204]. Политковская в интервью заявляла, что Кадыров угрожал ей убийством[205]. Сам Кадыров отрицал обвинения и говорил, что, по его мнению, «те, кто заказал это убийство, опять хотели очернить его»[206]. 14 декабря 2012 года по делу об убийстве Политковской был вынесен первый обвинительный приговор: бывший начальник отделения оперативно-поискового управления ГУВД Москвы Д. Павлюченков был приговорён к 11 годам заключения; заказчик убийства к этому моменту не был установлен[204][207].
- 18 ноября 2006 года в Москве сотрудниками МВД Чечни был застрелен подполковник ФСБ Мовлади Байсаров, когда он выходил из своей машины; за пять дней до этого МВД Чечни объявило его в федеральный розыск по обвинению в похищениях и убийствах. Байсаров ранее в Чечне командовал спецотрядом «Горец», который был подконтролен не чеченским властям, а оперативно-координационному управлению ФСБ по Северному Кавказу (а после расформирования управления существовал на нелегальном положении), и враждовал с Кадыровым. Перед гибелью он якобы собирался дать Главной военной прокуратуре показания по своему делу и против своих политических противников. По заявлениям чеченских силовиков, они были вынуждены стрелять, так как Байсаров готовился взорвать гранату. Сторонники Байсарова и ряд журналистов рассматривали инцидент как запланированное убийство[208][209][210]. 29 ноября прокуратура Южного округа Москвы прекратила уголовное дело, заключив, что чеченские милиционеры действовали законно[211].
- 24 сентября 2008 года в центре Москвы был застрелен Руслан Ямадаев. Конфликт с Кадыровым называли одной из основных версий произошедшего[201]. В 2010 году суд вынес приговоры трём непосредственным исполнителям преступления[212]. 24 ноября Сулим Ямадаев, в то время находившийся в федеральном розыске, в интервью «Новой газете», заявил, что из Чечни направлена спецгруппа, задача которой — устранить его так же, как и Байсарова. Одновременно он отверг предположения о причастности Кадырова к убийству брата[213]. 28 марта 2009 года Сулим Ямадаев был смертельно ранен в Дубае (ОАЭ), где он жил в последнее время[214][215]. Полиция Дубая обвиняла в организации убийства ближайшего сподвижника Кадырова Адама Делимханова; Интерпол объявлял Делимханова в международный розыск[132][155]. Младший брат Руслана и Сулима Иса Ямадаев обвинял Кадырова в убийстве братьев и в покушении на него самого[216] и пытался объявить ему кровную месть, но в августе 2010 года публично сообщил о примирении с президентом Чечни[215].
- 13 января 2009 года в Вене при попытке похищения был убит Исраилов. 27 апреля 2010 года прокуратура Австрии заявила, что заказчиком похищения был Рамзан Кадыров[217]. В 2011 году австрийский суд признал виновными в убийстве трёх человек, один из которых получил пожизненный срок. По словам прокуроров, обвинение пришло к выводу о том, что похищение было заказано Кадыровым, но не имело достаточных доказательств для предъявления обвинения[218]. Пресс-секретарь президента Чечни Альви Каримов заявлял о непричастности Рамзана Кадырова к похищению[219].
- 15 июля 2009 года в Грозном была похищена правозащитница, сотрудница «Мемориала» и журналист Наталья Эстемирова. В тот же день её тело было обнаружено в лесу у села Гази-Юрт в Ингушетии. Председатель совета «Мемориала» Олег Орлов заявил: «Я знаю, кто виновен в убийстве Наташи Эстемировой. Мы все этого человека знаем. Зовут его Рамзан Кадыров, это президент Чеченской республики». Кадыров подал к Орлову и «Мемориалу» иск, который суд удовлетворил, обязав «Мемориал» опубликовать опровержение[220][221].
- 27 февраля 2015 года в центре Москвы был застрелен сопредседатель партии РПР-ПАРНАС Борис Немцов. Обвинение в убийстве было предъявлено нескольким выходцам из Ингушетии; непосредственным исполнителем преступления следствие назвало Заура Дадаева, который одиннадцать лет служил в батальоне полка «Север»[222]. Критики обвиняли Рамзана Кадырова в организации этого убийства[200] или по крайней мере в препятствовании расследованию: Кадыров якобы укрывал Руслана Геремеева, командира роты того же полка, на которого дал показания Дадаев, и не давал следователям возможности допросить его[223].
- В конце декабря 2021 года чеченские правоохранительные органы задержали десятки родственников эмигрировавших из России критиков Кадырова[224][225], в частности порядка сорока родственников юриста «Комитета против пыток» Абубакара Янгулбаева[226], большинство из которых вскоре были отпущены. 20 января 2022 года в Нижнем Новгороде неизвестные вооружённые люди, представившиеся сотрудниками полиции из Чечни, ворвались в квартиру к его родителям, затем силой посадили его мать, Зарему Мусаеву, в машину и вывезли женщину на территорию республики якобы для последующего допроса в качестве свидетеля по чужому уголовному делу. С тех пор ни близкие, ни адвокат, не могут с ней связаться. 21 января пресс-секретарь президента РФ Дмитрий Песков заявил, что Кремль не будет разбираться в этом инциденте, а новость о похищении Мусаевой прокомментировал так: «Вообще фантастическая история. Мы предпочитаем не верить просто вот таким сообщениям без каких-либо подтверждений. Уж слишком в неправдивое время мы живём» (в дальнейшем чиновник заявлял, что не говорил слов про фантастическую историю[227]). Вечером того же дня Кадыров заявил о согласованности действий чеченских полицейских, записал видео с угрозами в адрес семьи Янгулбаевых, обвиняя их в связях с оппозиционными телеграмм-каналами и террористами (Песков заявил, что обвинение в терроризме есть право любого гражданина, в том числе и политика, и главы региона, делать заявления[227]). 22 января отец Абубакара Янгулбаева, бывший судья Верховного суда Чечни Сайди Янгулбаев, и его дочь Алия покинули Россию из-за опасений за свои жизни. 23 января министр информации и печати Чечни Ахмед Дудаев заявил, что женщина находится в спецприёмнике в Грозном. В этот же день Абубакар Янгулбаев сообщил о том, что порядка 15 его родственников в Грозном не выходят на связь и не появляются дома. 24 января Кадыров заявил, что чеченские власти сделают всё, чтобы найти членов семьи Сайди Янгулбаева, а в случае сопротивления «они будут уничтожены». Вечером 1 февраля Кадыров вновь угрожал Янгулбаевым, говоря на чеченском и русском языках, в этот же день депутат Госдумы от Единой России Адам Делимханов в видеозаписи на чеченском языке пообещал отрезать головы членам семьи Абубакара Янгулбаева и тем, кто переведёт его видео на русский язык. С призывом к российским властям немедленно освободить Мусаеву выступил Евросоюз[228][228][229][230][231][232].

### Извинения перед Кадыровым
Одним из методов борьбы с критиками при Кадырове стала практика принесения публичных извинений на камеру людьми, негативно отзывающимися о деятельности Рамзана Кадырова и/или властей Чечни. Извинения перед Кадыровым даже стали интернет-мемом.
Систематическая практика началась в декабре 2015 года в Чечне. 18 декабря телеканал «Грозный» показал сюжет, где местная жительница Айшат Инаева сидела вместе с руководителями республики и просила прощения за свои слова, ссылаясь на «затуманенный разум». Ранее Инаева опубликовала аудиозапись, где клеймила «показуху» региональных властей на фоне поборов и и бедности жителей. Через 2 дня в Facebook появилась видеозапись, где чеченец Адам Дикаев без штанов на беговой дорожке поёт «Мой лучший друг — это президент Путин». Неделей ранее Дикаев раскритиковал видео в Instagram, где Рамзан Кадыров бегает под эту песню. В записи с извинениями Дикаев в том числе говорит: «… Меня нашли, сняли с меня штаны…» Вскоре видеозаписи с извинениями были поставлены на поток, телеканал «Грозный» даже собирался создать под них отдельную рубрику. Чеченцев заставляют извиняться на камеру за жалобы на действия властей, просьбы о помощи, общение с колдуньями, слёзы на свадьбе и многое другое.
В Чечне принуждение к публичным извинениям является методом контроля над обществом: для чеченцев крайне важно понятие «чести», а заключающееся в извинениях унижение может для них быть страшнее смерти. Правозащитник заявил, что принуждением к извинениям занимаются отдельные чеченские силовики. По его словам, отказывавшихся извиняться людей сажали за решётку, избивали и убивали. Министр информации республики Ахмед Дудаев объяснял свою версию механизма получения извинений: с человеком связываются; объясняют ему, как он нарушил чеченские традиции; осознав это, человек публикует извинения. Практика извинений вышла за пределы Чечни, когда Кадыров опубликовал запись извинения красноярского депутата Константина Сенченко. Депутат извинился после встречи с борцом Бувайсаром Сайтиевым. Позже Кадыров опубликовал извинения главного раввина Москвы Пинхаса Гольдшмидта.

### Обвинения в военных преступлениях
26 августа 2022 года Служба безопасности Украины заявила, что ею были собраны «безоговорочные доказательства военных преступлений» со стороны Кадырова и его подопечных. Кадыров ответил: «Определите место, куда нам явиться. Мы с удовольствием приедем и разберёмся, кто преступник, кто террорист», а саму СБУ он назвал «пешками» и сказал, что у них нет ни чести, ни совести, ни патриотизма.
15 сентября 2022 года OFAC Минфина США называли Кадырова «жестоким военачальником», связанным с пытками и убийствами. Также в Минфине заявили, что он участвует в мобилизации чеченцев на войну, а чеченские подразделения действовали в Буче.
В ходе российского нападения на Украину, по данным Human Rights Watch, согласно принципу командной ответственности, Кадыров может быть причастен к совершению военных преступлений в ходе боёв и блокады Мариуполя, в частности за нападение, препятствие гуманитарной помощи и эвакуации, а также преступлений против человечности.

### Международные санкции
В 2014 году Европейский Союз включил Кадырова в санкционный список в связи с российско-украинской войной за заявления в поддержку незаконной аннексии Крыма. К санкциям также присоединилась Канада.
В декабре 2017 года США включили Рамзана Кадырова в Список Магнитского, обвинив его в грубых систематических нарушениях прав человека, в том числе пытках и внесудебных убийствах. Также заявлялось, что один из политических оппонентов Кадырова был убит по его указанию.
В июле 2020 года Государственный департамент США ввёл санкции против семьи и окружения Кадырова. К санкциям присоединилась Великобритания.
8 марта 2022 года после вторжения России на Украину Япония ввела персональные санкции против Рамзана Кадырова.
После вторжения на Украину, утверждая, что связанные с Кадыровым чеченские подразделения действовали в Буче, где российские войска зверствовали и разрушали дома, Минфин США изменили статус Кадырова в санкционных списках, расширив санкции против него и включив в него родственников и близких Кадырова. Так санкции введены против женщин которых Минфин США называет женами Кадырова — Медни Мусаевна Кадырова, Фатима Шайхиевна Хазуева, Аминат Ахмадова. Также под санкции попали дочери Кадырова — Айшат Кадырова, Карина Кадырова и Табарик Кадырова. 24 августа 2023 года США ввели санкции в отношении матери Кадырова — Аймани Кадыровой, как против лица связанного с фондом имени Ахмата Кадырова, который был внесён в санкционный список США в 2020 году как фонд обеспечивающий выгоду и значительную прибыль Рамзану Кадырову.
Также Кадыров и члены его семьи находятся в санкционных списках Австралии, Украины и Новой Зеландии.
Включён в список «Врагов свободы прессы» организации Репортёры без границ: «Кадыров создал в Чечне обстановку страха среди журналистов. Он использует судебную систему и полицию для цензуры, запугивания, нападений и тюремного заключения сотрудников СМИ. Журналисты подвергаются угрозам и физическим нападениям в условиях полной безнаказанности, а полиция не предпринимает никаких действий».

### Конфликт между Кадыровым и Кремлём
В начале 2025 года в СМИ появилась информация о напряжённости в отношениях между главой Чеченской Республики Рамзаном Кадыровым и президентом России Владимиром Путиным. По данным издания «Важные истории», источниками стали бывший и действующий сотрудники ФСБ, а также северокавказские журналисты и правозащитники.
Причиной разногласий, по их словам, стали несанкционированные Кремлём контакты Кадырова с представителями ближневосточных мусульманских монархий. Обсуждались вопросы безопасности его семьи и будущего принадлежащих ему активов. Информация об этих переговорах была передана ФСБ президенту, что вызвало раздражение в высших эшелонах власти.
На фоне ухудшения отношений с Кремлём Кадыров снял с государственных постов свою старшую дочь Айшат, ранее занимавшую должности министра культуры и вице-премьера Чечни. В 2023 году она стала владельцем компании «Чеченские минеральные воды». В марте 2025 года имена Айшат и младшей дочери Кадырова Табарик были исключены из реестра юридических лиц.
Разлад с федеральной властью коснулся также ближайшего соратника Кадырова — депутата Госдумы Адама Делимханова. По данным источников, он получил указание воздерживаться от участия в силовых конфликтах и криминальных схемах. Ранее его действия, связанные с вымогательством и рейдерством без согласования с Кремлём, вызвали недовольство ФСБ и администрации президента. В начале 2025 года Делимханов продолжает находиться в Москве, в «Президент-Отеле», который служит неофициальным штабом представителей Кадырова.

### Журналистское расследование
«Убийства, гарем несовершеннолетних и тайна наследников Рамзана Кадырова» — документальный фильм-расследование, опубликованный в июне 2024 года журналистским изданием Проект, посвящённый деятельности главы Чеченской Республики Рамзана Кадырова и его окружения. В фильме рассматривается приход к власти семьи Кадыровых, связи с российскими спецслужбами, устранение оппонентов и предполагаемые коррупционные схемы.
По утверждению авторов, Ахмат Кадыров согласился сотрудничать с ФСБ ещё до начала Второй чеченской войны, после чего стал главой Чечни. Расследование связывает его гибель в 2004 году с политическими разногласиями с Кремлём и указывает на возможную причастность его сына Рамзана Кадырова, в то время руководившего службой безопасности.
Также в материале говорится о смерти ряда ключевых фигур, имевших отношение к переговорам с российскими властями в 1999 году, в том числе Мовлади Атлангериева, Зии Бажаева и братьев Ямадаевых. Кроме того, в расследовании описаны схемы вывода федеральных средств через аффилированные компании («Изумруд», «Бенофон», «Орбита») и утверждается наличие у Кадырова гарема с несовершеннолетними девушками, от которых у него якобы есть дети.
Упоминаются и предполагаемые связи фигурантов, близких к Кадырову, с исполнителями убийства Бориса Немцова в 2015 году. Реакции самого Кадырова и его представителей на расследование на момент публикации не последовало.

## Состояние здоровья
15 сентября 2023 года представитель Главного управления разведки Украины Андрей Юсов заявил, что Рамзан Кадыров находится в очень тяжёлом состоянии. Бывший главный редактор «Эхо Москвы» Алексей Венедиктов позднее заявил, что Кадыров находится в одной из московских больниц: «Типичная тяжелая почечная недостаточность».
22 апреля 2024 года «Новая газета Европа» сообщила, что в январе 2019 года Кадырову поставили диагноз «некроз поджелудочной железы», а позднее у него развился панкреонекроз. По информации издания, летом 2020 года Кадыров переболел коронавирусом и получил «серьёзные проблемы с эндокринной системой». В материале отмечалось, что весной 2022 года состояние здоровья Кадырова стало «стремительно ухудшаться», помимо отказа почек и застоя жидкости в лёгких у Кадырова появилась сильная одышка, он стал «с трудом говорить», набрал вес, а форма его живота приобрела все признаки панкреатогенного асцита. По информации издания, для снижения внимания к теме здоровья Кадырова российские власти запустили пиар-кампанию, которая призвана убедить людей в том, что с Кадыровым всё в порядке. Так, в рамках кампании «федеральные пиарщики по согласованию с администрацией президента РФ» посоветовали Кадырову опубликовать видео, на котором запечатлено, как его сын Адам Кадыров избивает Никиту Журавеля. После этого была запущена кампания с постоянными награждениями Адама Кадырова различными медалями.

## Семья, личная жизнь и увлечения

### Семья
Жена — его односельчанка Медни Мусаевна Кадырова (урожд. Айдамирова: род. 7 сентября 1978), с которой он познакомился ещё в школе. Медни работает модельером и в октябре 2009 года основала в Грозном дом моды «Firdaws», выпускающий мусульманскую одежду. У Кадыровых родилось больше 10 детей:
- Айшат (31 декабря 1998) — министр культуры Чеченской республики с 2021 года, директор дома моды «Firdaws» с 2016 года[271], вице-премьер правительства Чечни[272], заслуженный работник культуры Чеченской республики, народная артистка Чеченской республики[273];
- Карина/Хадижат (2000) — начальник грозненского департамента дошкольного образования[274];
- Хеди/Хутмат (21 сентября 2002)[275][нет в источнике];
- Табарик (13 июля 2004)[276];
- Ахмат (8 ноября 2005, назван в честь деда);  С мая 2024 года — министр Чеченской Республики по физической культуре и спорту[277].
- Зелимхан (14 декабря 2006);
- Адам (24 ноября 2007)[278][279]. В 2023 году в возрасте 15 лет назначен начальником отдела обеспечения безопасности главы республики[280];
- Ашура (январь 2012)[275];
- Шейх-Мохаммед (5 марта 2014);
- Шейх-Ахмат (13 января 2015)[281];
- Эйшат (13 января 2015);
- Абдуллах (10 октября 2016)[282];
- Хасан (11 апреля, год неизвестен);
- Хусейн (11 апреля, год неизвестен)[281].

Два приёмных сына были усыновлены Кадыровым в 2007 году.
В 2020 году дочерям Айшат и Хадижат был запрещён въезд в США.
Мать — Аймани Несиевна Кадырова, занимает пост руководителя Фонда имени Ахмата Кадырова (Рамзан — один из соучредителей фонда), который ведёт в республике благотворительную деятельность и одновременно через компании, в которых фонд является соучредителем, контролирует многие крупные объекты недвижимости в Чечне. В 2006 году Аймани по просьбе Рамзана усыновила 16-летнего воспитанника грозненского приюта Виктора Пиганова (после усыновления получившего новые документы на имя Висита Ахматовича Кадырова), поскольку Рамзану не позволяла сделать это разница в возрасте. В 2007 году Аймани, опять же по его просьбе, усыновила ещё одного 15-летнего подростка. В 2020 году Аймани был запрещён въезд в США.

### Высшее образование и учёные степени
В 2004 году с отличием окончил Махачкалинский институт бизнеса и права по специальности «юриспруденция». Согласно интервью Анны Политковской с Кадыровым, опубликованному в «Новой газете» в июне 2004 года, он окончил филиал Московского института бизнеса в Гудермесе, но затруднился назвать тему своего диплома и отрасль права, по которой специализируется.
С 2004 года — слушатель Российской академии государственной службы при Президенте Российской Федерации.
18 января 2006 года «по ходатайству авторитетных учёных», за то, что при нём в Чечне «преодолеваются негативные явления, которые имели место в связи с деятельностью незаконных вооружённых формирований», Кадырову было присвоено звание почётного члена общественной организации «Российская академия естественных наук» (РАЕН).
24 июня 2006 года защитил в Дагестанском государственном техническом университете диссертацию на соискание учёной степени кандидата экономических наук по теме «Оптимальное управление договорными отношениями между основными участниками строительного производства» (специальность 08.00.05 «Экономика и управление народным хозяйством: экономика, организация и управление предприятиями, отраслями, комплексами (строительство)»). Научные руководители: д. т. н., профессор В. Б. Мелехин (заведующий кафедрой вычислительной техники факультета информатики и управления ДГТУ) и к. э. н., доцент Ш. Т. Исмаиловова (заведующая кафедрой экономической теории ДГТУ). Официальными оппонентами были профессор Р. М. Магомедов (кафедра государственного и муниципального управления одноимённого факультета) и доцент Л. А. Борисова (кафедра экономики и управления Махачкалинского филиала МАДИ). Ведущая научная организация — ООО «Промстройинвест».
27 июля 2006 года избран почётным академиком Академии наук Чеченской Республики. В 2006 году Кадырову было также присвоено звание почётного профессора Современной гуманитарной академии. 19 июня 2007 года удостоен звания почётного профессора Чеченского государственного университета.
В 2011 году подготовил к защите докторскую диссертацию по экономическим наукам «Управление восстановлением и развитием строительной отрасли Чеченской Республики: теория, методология, практика» (ведущая научная организация — Министерство строительства и ЖКХ Республики Дагестан; научные консультанты А. Г. Магомедов и В. Б. Мелехин; официальные оппоненты С. В. Дохолян, Ю. П. Панибратов, Ф. Ф. Стерликов). Защита должна была состояться в ДГТУ 24 сентября 2011 года. Диссертация изобилует математическими терминами, что показалось странным некоторым экспертам ввиду того, что Кадыров не обучался точным наукам.
27 августа 2014 года стал почётным профессором Исламского университета имени Кунта-Хаджи Кишиева (Грозный).
26 декабря 2015 года в Дагестанском государственном университете должна была состояться защита диссертации Р. А. Кадырова на соискание учёной степени доктора экономических наук по теме «Организация и управление инвестиционно-строительной сферой и восстановлением строительной отрасли в регионе с разрушенной экономикой» (научные консультанты Б. Х. Алиев и В. Б. Мелехин; официальные оппоненты С. В. Дохолян, О. В. Максимчук, С. В. Серов; первый оппонент, Г. А. Балыхин был заменён из-за того, что является членом ВАК Минобрнауки России). Из-за прекращения полномочий диссертационного совета работа была снята с защиты.

### Спорт
Рамзан Кадыров — мастер спорта по боксу и возглавляет Федерацию бокса Чечни. Согласно справке агентства РИА Новости, он «до 2000 года был известен в основном своей спортивной карьерой: участвовал во многих соревнованиях по боксу». Журналист Вадим Речкалов утверждал: «Опрошенные мною спортсмены Южного федерального округа, в том числе ровесники Рамзана — не слыхали о боксёре Кадырове. Чтоб получить мастера, нужно попасть в российский финал или побить других мастеров. Если бы Рамзан это сделал, боксёры бы знали».
Ещё одно увлечение Рамзана Кадырова — скаковые лошади. По оценкам, он владеет примерно пятьюдесятью лошадьми, содержащимися в России и за рубежом, побеждавшими и занимавшими призовые места на престижных соревнованиях в России и за рубежом, включая, например, Большой Всероссийский приз (Дерби) и Мельбурнский кубок. Обвинения Кадырова в нарушениях прав человека приводили к отстранению его лошадей от соревнований в Соединённых Штатах.
С 2004 по 2011 год Кадыров был президентом футбольного клуба «Терек», в 2012 году он стал его почётным президентом. Кадыров возглавляет спортивный клуб «Рамзан», который имеет филиалы во всех районах Чеченской Республики.
В августе 2010 года был избран президентом шахматной федерации СКФО.
В октябре 2016 года сыновья Рамзана Кадырова приняли участие в показательных боях по правилам MMA на турнире Grand Prix Akhmat-2016. Участие детей (в возрасте 10, 9 и 8 лет) на турнире без шлема и накладок вызвало недовольство президента Союза ММА России Фёдора Емельяненко.

### Социальные сети
Кадыров был активным пользователем сервиса Instagram с февраля 2013 года, публиковал как протокольные, так и личные снимки. Скоро у него появились десятки тысяч подписчиков, в комментариях жители Чечни размещали жалобы, сообщения о поиске работы. В марте 2013 года Кадыров создал Министерство по организации взаимодействия правительства с гражданским обществом, руководителем которого назначил одного из самых активных подписчиков. 5 марта 2015 г. Кадыров зарегистрировался в социальной сети ВКонтакте, аргументируя это решение намерением поддерживать российские сети и в ответ на многочисленные просьбы.
23 июня 2015 года Кадыров закрыл общий доступ к своему аккаунту в Instagram. Чтобы просматривать контент политика, нужно было попросить разрешение. По состоянию на ноябрь того же года доступ снова был открыт.
По итогам 2015 года Рамзан Кадыров — самый цитируемый российский блогер.
23 декабря 2017 года его аккаунт в Instagram оказался заблокирован, как и аккаунт в Facebook. СМИ связали блокировку со внесением Кадырова в санкционный список США. В ответ он объявил о создании новой чеченской социальной сети Mylistory, «которая ни в чём не уступает заморским».
В августе 2021 года Кадыров за свои мобильные видеорепортажи был отмечен республиканским телеканалом «Грозный» как «лучший мобильный репортёр» и был награждён премией в 45 тысяч рублей.

### Домашние животные
У Кадырова есть питбуль по кличке Адик. Его 15 июня 2022 года во время войны России против Украины российские солдаты украли у военной с «Азовстали» и подарили Кадырову. Ему требуется специальное питание. Кадыров переименовал украденную собаку в Борз.

### Доходы
По итогам 2020 года Кадыров стал самым богатым из глав российских регионов. По декларации за 2020 год он заработал 381,19 млн рублей (в 50 раз больше, чем двумя годами ранее — 7,5 млн рублей). Также за ним числились два земельных участка площадью 3668 и 28 361 м² и жилой дом площадью 2344,3 м². А за его женой — квартира площадью 209,8 м².

## Награды и признание
Член Высшего совета партии «Единая Россия». Герой Российской Федерации (2004). Имеет специальное звание — генерал-майор милиции (2009) и воинское звание — генерал-полковник.

### Официальные награды
Государственные награды Российской Федерации:
- Герой Российской Федерации (29 декабря 2004) — за выполнение мероприятий по пресечению деятельности незаконных вооружённых формирований с 2000 по 2004 года[322][323]
- Орден «За заслуги перед Отечеством» II степени (8 февраля 2024) — за большой вклад в укрепление российской государственности, обороноспособности страны и социально-экономическое развитие Чеченской Республики[324]
- Орден «За заслуги перед Отечеством» III степени (21 сентября 2021) — за большой вклад в социально-экономическое развитие Чеченской Республики и многолетнюю добросовестную работу[325]
- Орден «За заслуги перед Отечеством» IV степени (9 августа 2006) — за мужество, отвагу и самоотверженность, проявленные при исполнении служебного долга. Награда была вручена прибывшим в Чеченскую Республику министром внутренних дел России Рашидом Нургалиевым. Р. Кадыров отметил: «Это очень высокая награда для меня и для нашей республики»[326]
- Орден Александра Невского (2022) — за большой вклад в укрепление дружбы и сотрудничества между народами[327]
- Орден Мужества (2003)
- Орден Почёта (8 марта 2015) — за достигнутые трудовые успехи, активную общественную деятельность и многолетнюю добросовестную работу[328][329]
- Две медали Жукова
- Медаль «За отличие в охране общественного порядка» (2002)
- Медаль «За заслуги в проведении Всероссийской переписи населения» (2002)
- Медаль «В память 300-летия Санкт-Петербурга» (2003)

Награды Президента Российской Федерации:
- Благодарность Президента Российской Федерации (3 марта 2010) — за активное участие в работе по подготовке и проведению выборов в органы местного самоуправления Республики Ингушетия и Чеченской Республики[330]
- Благодарность Президента Российской Федерации (4 октября 2008) — за активную работу по организации приёма беженцев из Южной Осетии и оказанию гуманитарной помощи пострадавшим[331]
- Благодарность Президента Российской Федерации (23 июня 2008) — за заслуги в укреплении законности, восстановлении экономики и социальной сферы республики[332]
- Благодарность Президента Российской Федерации (29 декабря 2003) — за активное участие в становлении государственно-правовых институтов в Чеченской Республике[333]

Ведомственные награды:
- Медаль «За воинскую доблесть» (Минобороны) II степени
- Медаль «За заслуги в обеспечении законности и правопорядка» (2017, Минобороны)[334]
- Медаль «За возвращение Крыма» (2014, Минобороны)
- Медаль «За боевое содружество» (28 декабря 2022, Росгвардия) — за оказание содействия выполнению задачи и осуществление полномочий, возложенных на войска национальной гвардии Российской Федерации[335]
- Медаль «200 лет МВД России» (2002)
- Медаль «За укрепление уголовно-исполнительной системы» (2007)
- Медаль «Доблесть и отвага» (2015)[336]
- Медаль «За вклад в развитие Федеральной службы судебных приставов» (23 апреля 2009, ФССП России)[337]
- Медаль «За вклад в развитие агропромышленного комплекса» (2011)[338]
- Медаль «За заслуги в обеспечении национальной безопасности» (Совет безопасности РФ, 25 декабря 2014) — за заслуги в обеспечении национальной безопасности[339]
- Почётная медаль «За заслуги в деле защиты детей России» № 001 (30 сентября 2014) — за личный вклад в дело защиты детей[340]
- Почётная грамота Государственной думы Федерального Собрания Российской Федерации (2009)

Региональные награды:
- Орден имени Ахмата Кадырова (18 июня 2005) — за заслуги в восстановлении государственной власти и личный вклад в дело защиты отечества[341]
- Герой Чеченской Республики (звание присвоено 26 декабря 2022) — за самоотверженность и мужество, проявленные в борьбе с международным терроризмом и экстремизмом, смелые и решительные действия, послужившие ярким примером служения Родине, деятельность, способствующую сохранению мира и целостности государства, обеспечение национальной безопасности и защите интересов Отечества"[342][343]
- Орден «За развитие парламентаризма в Чеченской Республике» (сентябрь 2007)[344]
- Медаль «100 лет образования Чеченской Республики» (10 мая 2022) — за особые личные заслуги в становлении и развитии Чеченской Республики, укреплении её социально-экономического потенциала
- Медаль «Защитник Чеченской Республики» (2006) — за заслуги в становлении Чеченской Республики[345]
- Орден «За заслуги в развитии чеченского языка и литературы» — «Нохчийн мотт 1алашбарна а, кхиорна а» (август 2021) — за особый вклад в развитие и популяризацию родного языка и литературы[346][347]
- Медаль «100 лет образования Татарской Автономной Советской Социалистической Республики» (2022)[348]
- Почётный гражданин Чеченской Республики
- Заслуженный работник физической культуры Чеченской Республики"
- Заслуженный строитель Чеченской Республики (2006)[349]
- Заслуженный правозащитник Чеченской Республики (2021, 2023) от уполномоченных по правам человека в Чеченской Республике Нурди Нухажиева и Мансура Солтаева соответственно[350][351]
- «Человек года 2004» в Чеченской Республике[352], Почётный президент движения ветеранов Афганистана Южного федерального округа[353], президент Чеченской Лиги КВН, почётный президент футбольного клуба Ахмат.

Иностранные награды:
- Медаль «10 лет Астане» (Казахстан, 2008)[354]
- Медаль «20 лет независимости Республики Казахстан» (2011)[355]
- Орден Дружбы народов (Беларусь, 16 августа 2018) — за значительный личный вклад в укрепление дружественных отношений и всестороннего сотрудничества между Республикой Беларусь и Чеченской Республикой Российской Федерации[356][357]

Награды аннексированных Россией регионов Украины:
- Герой Донецкой Народной Республики (2022)[358]
- Герой Луганской Народной Республики (2022)[359]
- Орден Дружбы (Донецкая Народная Республика, 2022)[360]
- Орден «За верность долгу» (Республика Крым, 13 марта 2015) — за мужество, патриотизм, активную общественно-политическую деятельность, личный вклад в укрепление единства, развитие и процветание Республики Крым и в связи с Днём воссоединения Крыма с Россией[361]
- Медаль «За защиту Крыма» (Республика Крым, 7 июня 2014) — за предложение руки помощи в тяжёлые для жителей Крыма весенние дни 2014 года[362]
- Медаль «За освобождение Мариуполя» (Донецкая Народная Республика, 7 октября 2022) — за смелость и самоотверженность, проявленные при руководстве и участии в боевой операции за освобождение города Мариуполя[363]

### Общественные и спортивные награды и признание
- Обладатель шестого дана по тхэквондо (2015)[364]
- Обладатель пятого дана и чёрного пояса по кекусинкай карате (2014)[365]
- Обладатель звания «мастер спорта» по боксу[366]
- Почётный член Российской Академии естественных наук (2006)
- Орден «Аль-Фахр» I степени (Совет муфтиев России, 18 марта 2007) — «за сохранение целостности народа и России» от председателя Совета муфтиев России Равиля Гайнутдина[367]
- Орден «За заслуги перед стоматологией» I степени (июнь 2022)[368]
- Золотая звезда — «Честь и Достоинство» с присвоением звания «Заслуженный защитник прав человека» (2007)
- Лауреат премии «Россиянин года» в номинации «Во имя жизни на земле» за 2007 год (28 февраля 2008)[369]
- 5 марта 2008 года чеченское отделение Союза журналистов России приняло Кадырова в члены Союза, но на следующий день секретариат Союза отменил это решение как противоречащее уставу[370]
- Золотая медаль «Гейдар Алиев» (2012 год, Общество чеченско-азербайджанской дружбы и сотрудничества)[371]
- Приз «Золотой Витязь» (2023 год, кинофорум «Золотой Витязь»)[372]
- Медаль имени И. В. Курчатова за «выдающийся вклад в развитие» Курчатовского института (2023)[373]
- Знак «Почётный строитель России» (2024 год)[374]
- Звание «Почётный работник агропромышленного комплекса России» (2024 год, Министерство сельского хозяйства Российской Федерации)[375]

### Топонимика в честь Рамзана Кадырова
Улица Рамзана Кадырова
- Гудермес
- Цоци-юрт
- Знаменское
- Бачи-Юрт
- Центорой
- Новый Энгеной
- Энгель-Юрт
- Аллерой
- Эникали
- Амман (Иордания)[376]

Квартал Рамзана Ахматовича Кадырова
- рабочий посёлок Маркова[377]

Другое
- Переулок Рамзана Кадырова (Знаменское)
- Сквер, посвящённый 100 дням правления Рамзана Ахматовича Кадырова на посту президента Чеченской Республики (Грозный)
- 11 января 2021 года в Ахматовском районе Грозного была заложена мечеть на 2000 человек, которая будет названа именем Рамзана Кадырова[378]

## В искусстве
- Российский комик Михаил Галустян неоднократно, начиная с 2016 года, выступал с пародией на Кадырова. Для её подготовки юморист ездил в Чечню для личной встречи с Кадыровым, чтобы пообщаться с ним и перенять его манеру говорить[379].
- Вилли Токарев незадолго до своей смерти в 2019 году написал и исполнил комплиментарную песню «Кадыровский стиль», посвящённую Рамзану. Обнародована она была после смерти артиста[380].